# Kabinet-Abe IV
Het kabinet–Abe IV (Japans: 第4次安倍内閣) was de regering van het Keizerrijk Japan van 1 november 2017 tot 16 september 2020.

## Kabinet–Abe IV  (2017–2020)
| Ambtsbekleder                          | Ambtsbekleder      | Ambtsbekleder                       | Functie                                                           | Ambtstermijn      | Ambtstermijn      | Partij |
| -------------------------------------- | ------------------ | ----------------------------------- | ----------------------------------------------------------------- | ----------------- | ----------------- | ------ |
|                                        | Shinzo Abe         | Shinzo Abe 安倍 晋三 (1954–2022)    | Premier                                                           | 26 december 2012  | 16 september 2020 | LDP    |
|                                        | Taro Aso           | Taro Aso 麻生 太郎 (1940)           | Vicepremier                                                       | 26 december 2012  | 4 oktober 2021    | LDP    |
| Minister van Financiën                 | Taro Aso           | Taro Aso 麻生 太郎 (1940)           |                                                                   | 26 december 2012  | 4 oktober 2021    | LDP    |
|                                        | Yoshihide Suga     | Yoshihide Suga 菅 義偉 (1948)       | Secretaris- generaal                                              | 26 december 2012  | 16 september 2020 | LDP    |
|                                        | Seiko Noda         | Seiko Noda 野田 聖子 (1960)         | Minister van Binnenlandse Zaken en Communicatie                   | 3 augustus 2017   | 1 oktober 2018    | LDP    |
|                                        | Masatoshi Ishida   | Masatoshi Ishida 石田 真敏 (1952)   | Minister van Binnenlandse Zaken en Communicatie                   | 1 oktober 2018    | 11 september 2019 | LDP    |
|                                        | Sanae Takaichi     | Sanae Takaichi 高市 早苗 (1961)     | Minister van Binnenlandse Zaken en Communicatie                   | 11 september 2019 | 16 september 2020 | LDP    |
|                                        | Taro Kono          | Taro Kono 河野 太郎 (1963)          | Minister van Buitenlandse Zaken                                   | 3 augustus 2017   | 11 september 2019 | LDP    |
|                                        | Toshimitsu Motegi  | Toshimitsu Motegi 茂木 敏充 (1955)  | Minister van Buitenlandse Zaken                                   | 11 september 2019 | 4 november 2021   | LDP    |
|                                        | Yoko Kamikawa      | Yoko Kamikawa 上川 陽子 (1953)      | Minister van Justitie                                             | 3 augustus 2017   | 1 oktober 2018    | LDP    |
|                                        | Takashi Yamashita  | Takashi Yamashita 山下 貴司 (1965)  | Minister van Justitie                                             | 1 oktober 2018    | 11 september 2019 | LDP    |
|                                        | Katsuyuki Kawai    | Katsuyuki Kawai 河井 克行 (1963)    | Minister van Justitie                                             | 11 september 2019 | 31 oktober 2019   | LDP    |
|                                        | Masako Mori        | Masako Mori 森 まさこ (1964)        | Minister van Justitie                                             | 31 oktober 2019   | 16 september 2020 | LDP    |
|                                        | Hiroshige Seko     | Hiroshige Seko 世耕 弘成 (1962)     | Minister van Economische Zaken                                    | 3 augustus 2016   | 11 september 2019 | LDP    |
|                                        | Isshu Sugawara     | Isshu Sugawara 菅原 一秀 (1962)     | Minister van Economische Zaken                                    | 11 september 2019 | 25 oktober 2019   | LDP    |
|                                        | Hiroshi Kajiyama   | Hiroshi Kajiyama 梶山 弘志 (1955)   | Minister van Economische Zaken                                    | 25 oktober 2019   | 4 oktober 2021    | LDP    |
|                                        | Itsunori Onodera   | Itsunori Onodera 小野寺 五典 (1960) | Minister van Defensie                                             | 3 augustus 2017   | 1 oktober 2018    | LDP    |
|                                        | Takeshi Iwaya      | Takeshi Iwaya 岩屋 毅 (1957)        | Minister van Defensie                                             | 1 oktober 2018    | 11 september 2019 | LDP    |
|                                        | Taro Kono          | Taro Kono 河野 太郎 (1963)          | Minister van Defensie                                             | 11 september 2019 | 16 september 2020 | LDP    |
|                                        | Katsunobu Kato     | Katsunobu Kato 加藤 勝信 (1955)     | Minister van Volksgezondheid, Arbeid en Welzijn                   | 3 augustus 2017   | 1 oktober 2018    | LDP    |
|                                        | Takumi Nemoto      | Takumi Nemoto 根本 匠 (1951)        | Minister van Volksgezondheid, Arbeid en Welzijn                   | 1 oktober 2018    | 11 september 2019 | LDP    |
|                                        | Katsunobu Kato     | Katsunobu Kato 加藤 勝信 (1955)     | Minister van Volksgezondheid, Arbeid en Welzijn                   | 11 september 2019 | 16 september 2020 | LDP    |
|                                        | Yoshimasa Hayashi  | Yoshimasa Hayashi 林 芳正 (1961)    | Minister van Onderwijs, Cultuur, Sport, Wetenschap en Technologie | 3 augustus 2017   | 1 oktober 2018    | LDP    |
|                                        | Masahiko Shibayama | Masahiko Shibayama 柴山 昌彦 (1965) | Minister van Onderwijs, Cultuur, Sport, Wetenschap en Technologie | 1 oktober 2018    | 11 september 2019 | LDP    |
|                                        | Koichi Hagiuda     | Koichi Hagiuda 萩生田 光一 (1963)   | Minister van Onderwijs, Cultuur, Sport, Wetenschap en Technologie | 11 september 2019 | 4 oktober 2021    | LDP    |
|                                        | Keiichi Ishii      | Keiichi Ishii 石井 啓一 (1958)      | Minister van Infrastructuur, Transport en Toerisme                | 7 oktober 2015    | 11 september 2019 | NKP    |
|                                        | Kazuyoshi Akaba    | Kazuyoshi Akaba 赤羽 一嘉 (1958)    | Minister van Infrastructuur, Transport en Toerisme                | 11 september 2019 | 4 oktober 2021    | NKP    |
|                                        | Ken Saito          | Ken Saito 齋藤 健 (1959)            | Minister van Landbouw, Bosbouw en Visserij                        | 3 augustus 2017   | 1 oktober 2018    | LDP    |
|                                        | Takamori Yoshikawa | Takamori Yoshikawa 吉川 貴盛 (1950) | Minister van Landbouw, Bosbouw en Visserij                        | 1 oktober 2018    | 11 september 2019 | LDP    |
|                                        | Taku Eto           | Taku Eto 江藤 拓 (1960)             | Minister van Landbouw, Bosbouw en Visserij                        | 11 september 2019 | 16 september 2020 | LDP    |
|                                        | Masaharu Nakagawa  | Masaharu Nakagawa 中川 雅治 (1947)  | Minister van Milieu                                               | 3 augustus 2017   | 1 oktober 2018    | LDP    |
|                                        | Yoshiaki Harada    | Yoshiaki Harada 原田 義昭 (1944)    | Minister van Milieu                                               | 1 oktober 2018    | 11 september 2019 | LDP    |
|                                        | Shinjiro Koizumi   | Shinjiro Koizumi 小泉 進次郎 (1981) | Minister van Milieu                                               | 11 september 2019 | 4 oktober 2021    | LDP    |
|                                        | Hachiro Okonogi    | Hachiro Okonogi 小此木 八郎 (1965)  | Voorzitter van de Commissie voor Openbare Orde en Veiligheid      | 3 augustus 2017   | 1 oktober 2018    | LDP    |
| Minister zonder portefeuille           | Hachiro Okonogi    | Hachiro Okonogi 小此木 八郎 (1965)  |                                                                   | 3 augustus 2017   | 1 oktober 2018    | LDP    |
| Minister voor Rampen- bestrijding      | Hachiro Okonogi    | Hachiro Okonogi 小此木 八郎 (1965)  |                                                                   | 3 augustus 2017   | 1 oktober 2018    | LDP    |
|                                        | Junzo Yamamoto     | Junzo Yamamoto 山本 順三 (1954)     | Voorzitter van de Commissie voor Openbare Orde en Veiligheid      | 1 oktober 2018    | 11 september 2019 | LDP    |
| Minister zonder portefeuille           | Junzo Yamamoto     | Junzo Yamamoto 山本 順三 (1954)     |                                                                   | 1 oktober 2018    | 11 september 2019 | LDP    |
| Minister voor Rampen- bestrijding      | Junzo Yamamoto     | Junzo Yamamoto 山本 順三 (1954)     |                                                                   | 1 oktober 2018    | 11 september 2019 | LDP    |
|                                        | Ryota Takeda       | Ryota Takeda 武田 良太 (1968)       | Voorzitter van de Commissie voor Openbare Orde en Veiligheid      | 11 september 2019 | 16 september 2020 | LDP    |
| Minister zonder portefeuille           | Ryota Takeda       | Ryota Takeda 武田 良太 (1968)       |                                                                   | 11 september 2019 | 16 september 2020 | LDP    |
| Minister voor Bestuurlijke Vernieuwing | Ryota Takeda       | Ryota Takeda 武田 良太 (1968)       |                                                                   | 11 september 2019 | 16 september 2020 | LDP    |
| Minister voor Rampen- bestrijding      | Ryota Takeda       | Ryota Takeda 武田 良太 (1968)       |                                                                   | 11 september 2019 | 16 september 2020 | LDP    |
|                                        | Masayoshi Yoshino  | Masayoshi Yoshino 吉野 正芳 (1948)  | Minister voor Sendai en Fukushima Zaken                           | 27 april 2017     | 1 oktober 2018    | LDP    |
|                                        | Hiromichi Watanabe | Hiromichi Watanabe 渡辺 博道 (1950) | Minister voor Sendai en Fukushima Zaken                           | 1 oktober 2018    | 11 september 2019 | LDP    |
|                                        | Kazunori Tanaka    | Kazunori Tanaka 田中 和徳 (1949)    | Minister voor Sendai en Fukushima Zaken                           | 11 september 2019 | 16 september 2020 | LDP    |